# Фатима (град)
Вижте пояснителната страница за други значения на Фатима.
Фа̀тима (на португалски: Fátima) е град в Португалия.

## Географско положение
Селището Фатима се намира в областта Сантарен и принадлежи към окръг Вила Нова де Оурем. То е разположено 130 км северно от столицата Лисабон и има площ 71 км2 и население 10 000 души (2001). Арабското си име дължи на една легенда от XII век, според която дъщерята на известен мавърски благородник, носеща името на дъщерята на пророка Мохамед, приема християнството от любов към рицар и бива погребана там.

## Религиозно значение
Фатима е място за поклонение подобно на Лурд, което се посещава и от болни с надеждата да бъдат изцерени. На 13 май 1917 година Дева Мария се явява на трите деца на един местен овчар, Лусия дош Сантош, Жасинта и Франсиско Марто, насред полето.
Тя им казва, че трябва да се връщат на това място на всяко 13-о число на месеца. Децата се разбрали да запазят в тайна срещата с Божията майка, но Жасинта нарушила споразумението и на 13 юли мястото било посетено от неколцина любопитни хора, които искали да се убедят със собствените си очи в истинността на детския разказ. През следващите месеци числото на хората, които приемали с насмешка разказа, се увеличавал все повече и повече, докато Божията майка не оповестила, че на 13 октомври ще се случи чудо. На уречения ден хиляди станали свидетели на „Слънчевото чудо“. Хората могли без проблем да наблюдават слънцето, което наподобявало сребърен диск и се въртяло като огнено кълбо.
На 13 май 1930 епископът на Леириа обявил явлението за истинско и било разрешено официалното почитане на явлението на Дева Мария във Фатима. По време на третото появяване на 13 юли на трите деца били завещани трите тайни на Фатима. През 1941 година Лусия, една от трите деца и единственото, което по това време било още живо (другите две станали жертви на испанския грип), записала първата и втората, а през 1944 и третата. Първите две тайни били дадени директно за публикуване, а третата била изпратена на папата с условието да не бъде публикувана преди 1960 година. Папа Йоан XXIII решил да не публикува третата тайна на Фатима. Тя била оповестена чак на 26 юни 2000 г. в Рим от кардинал Йозеф Рацингер и архиепископ Тарчизио Бертоне. Някои отнасят съдържанието на тайната към покушението срещу папа Йоан Павел II на 13 май 1981, което е извършено в деня на първото появяване на Дева Мария. При един от разговорите си с папа Йоан Павел II, атентаторът Мехмет Али Агджа се позовава на явлението от Фатима.
Самият Йоан Павел II е посещавал Фатима 3 пъти. Там на 13 май 2000 г. той обявява Жасинта и Франсиско Марто за блажени.

## Побратими градове
Фатима е свързан в работата си в „Shrines of Europe“ с 5 други града, които се свързват с Дева Мария. Те са:
- Алтьотинг (Германия)
- Лорето (Италия)
- Лурд (Франция)
- Марияцел (Австрия)
- Ченстохова (Полша)